# فرودگاه پورتیج لا پرری/ساوتپورت
 فرودگاه پورتیج لا پرری/ساوتپورت (به انگلیسی: Portage la Prairie/Southport Airport) یک فرودگاه همگانی با کد یاتا YPG است که یک باند فرود آسفالت دارد و طول باند آن ۹۲۸ متر است. این فرودگاه در کشور کانادا قرار دارد و در ارتفاع ۲۷۰ متری از سطح دریا واقع شده است.